# Bauch und Kopf (Lied)
Bauch und Kopf ist ein Lied des deutschen Popsängers Mark Forster. Das Stück ist die dritte Singleauskopplung aus seinem zweiten gleichnamigen Studioalbum Bauch und Kopf sowie Siegertitel des Bundesvision Song Contest 2015.

## Entstehung und Artwork
Geschrieben und produziert wurde das Lied gemeinsam von Mark Cwiertnia (Mark Forster), Ralf Christian Mayer und Daniel Nitt. Gemischt wurde das Lied eigens von Mayer. Arrangiert und programmiert wurde das Lied durch Daniel Nitt, das „Orchestral Arrangement“ erfolgte gemeinsam mit Peter Hinterthür. Zusätzliche Beat-Programmierungen erfolgten durch Beatzarre und Djorkaeff. Gemastert wurde die Single durch Robin Schmidt. Als Toningenieure fungierten: Tobias Lehmann und Tom Rußbüldt vom Teldex Studio in Berlin, Ralf Christian Mayer vom Tucan Studio in Kornwestheim und Daniel Nitt vom Califor Audibles in Berlin. Die Single wurde unter dem Musiklabel Four Music veröffentlicht und durch Sony Music Entertainment vertrieben. Auf dem Cover der Maxi-Single ist – neben Künstlernamen und Liedtitel – Forster’ Oberkörper, vor dem Hintergrund einer verschwommenen Innenstadt stehend, zu sehen. Das Coverbild wurde von Robert Winter geschossen und von Benjamin Kakrow (Typeholics) designt.
Das Projekt wurde gefördert durch die Initiative Musik gemeinnützige Projektgesellschaft mbH mit Projektmitteln der Beauftragten der Bundesregierung für Kultur und Medien auf Grund eines Beschlusses des deutschen Bundestages.

## Veröffentlichung und Promotion
Die Erstveröffentlichung von Bauch und Kopf erfolgte am 21. August 2015 in Deutschland, Österreich und der Schweiz. Die Maxi-Single wurde als 2-Track-Single veröffentlicht und beinhaltet neben der Radioversion von Bauch und Kopf eine Liveversion von Einer dieser Steine als B-Seite. Die Liveaufnahme entstand bei einer Session im Funkhaus aus dem Jahr 2014.
Ende August 2015 wurde Bauch und Kopf zum ProSieben Entertainment-Tipp auserkoren und in vielen Werbeblöcken gespielt. Ende des Jahres folgte ein gemeinsamer Auftritt mit Helene Fischer, zur Hauptsendezeit, in deren Helene Fischer Show.

## Inhalt
Der Liedtext zu Bauch und Kopf ist in deutscher Sprache verfasst. Die Musik wurde gemeinsam von Mark Forster, Ralf Christian Mayer und Daniel Nitt komponiert, der Text von Forster und Nitt geschrieben. Musikalisch bewegt sich das Lied im Bereich der Popmusik. Die Instrumente wurden von Carl Michael Grabinger (Schlagzeug), Daniel Nitt (Keyboard), Ulrich Rode (Gitarre) und dem Wroclaw Score Orchestra (Streichinstrumente) eingespielt.

## Bundesvision Song Contest 2015
Mark Forster gewann den Bundesvision Song Contest 2015 für sein Bundesland Rheinland-Pfalz mit 53 Punkten Vorsprung vor der für Nordrhein-Westfalen antretenden Rockband Donots mit dem Lied Dann ohne mich (117 Punkte) und der für Thüringen antretenden Popsängerin Yvonne Catterfeld mit Lieber so. Während der Punktevergabe aller 16 Bundesländer setzte sich Forster schon zu Beginn mit der ersten Punktevergabe in Führung und führte relativ früh mit klarem Abstand vor seinen Mitkonkurrenten. Neben seiner Heimat Rheinland-Pfalz bekam er insgesamt aus fünf Bundesländern die volle Punktzahl.
Im Vorfeld der Auftritte wurden zur Promotion kleine Einspieler gezeigt, wo Stefan Raab zusammen mit den Heavytones die Interpreten in einem Proberaum trafen. Hierbei spielten sie alle zusammen eine Akustikversion des Kurt Dehn Klassikers En echte Pälzer racht ken Hasch, sowie eine pfälzische Version von Forsters-Hit Au revoir. Als Geschenk aus seiner Region überreichte er Raab zwei Dubbegläser. Zu Beginn seines Liveauftritts war lediglich Forster zusammen mit zwei Livemusikern zu sehen, vor dem Hintergrund einer Leinwand auf dem das Musikvideo zu Bauch und Kopf zu sehen war. Mit dem Beginn des Refrains erhob sich die Leinwand und zwei weitere Livemusiker waren zu sehen. Gegen Ende fiel im Hintergrund die Trennwand zur zweiten Bühnenhälfe und ein ganzes Orchester erschien zusammen mit einem Goldregen.
Mit dem Vorsprung von 53 Punkten erreichte Forster den zweitgrößten Vorsprung der Geschichte des Wettbewerbs. Mit dem Sieg Forsters verließ Rheinland-Pfalz erstmals in der Geschichte die letzten beiden Plätze in der ewige Punkte-Liste. Rheinland-Pfalz ließ Bayern, Mecklenburg-Vorpommern und Sachsen-Anhalt hinter sich und sprang vom 15. auf den 12. Platz. Im Gegensatz zum Wettbewerb musste sich Forster in den deutschen Singlecharts Glasperlenspiel mit Geiles Leben als erfolgreichster Beitrag geschlagen geben.
Punktevergabe
|    |    |    |    |    |    |    |    |    |    |    |    |    |    |    |    | Gesamt |
| -- | -- | -- | -- | -- | -- | -- | -- | -- | -- | -- | -- | -- | -- | -- | -- | ------ |
| 10 | 12 | 12 | 10 | 10 | 12 | 10 | 12 | 10 | 10 | 12 | 10 | 10 | 10 | 10 | 10 | 170    |

## Musikvideo
Das Musikvideo zu Bauch und Kopf wurde in Hamburg gedreht und feierte am 12. August 2015, auf der Videoplattform YouTube, seine Premiere. Es erzählt drei Geschichten unterschiedlicher Personen mit der gleichen Problematik. Zum einen wird die Geschichte der Ballerina Maya aus dem Musikvideo zu Au revoir erzählt. Es wird ihr Alltag in der Tanzschule bis hin zu einem Auftritt im Altonaer Theater, vor dem sie kurz vor ihrem Auftritt für einen Moment nach draußen flüchtet, gezeigt. Die zweite Geschichte führt die Story des Gangsters Niklas aus dem Musikvideo zu Flash mich weiter. Er wird aus der Justizvollzugsanstalt entlassen, später bei einem Besuch in einer McDonald’s-Filiale bemerkt er seinen Freund, den er beim Überfall verlassen hat und läuft ungesehen davon. Zuletzt wird eine neue Geschichte um ein krebskrankes Mädchen erzählt, die ihr Leben genießt, jedoch verheimlicht, dass sie eine Perücke trägt. Gegen Ende des Videos befinden sich alle drei auf der Straße und sehen ein Feuerwerk, dieses bewirkt ein plötzliches Umdenken. Die Ballerina eilt zurück zu ihrem Auftritt ins Theater, der Gangster wartet auf seine große Liebe am Hinterausgang seiner Arbeitsstätte und das krebskranke Mädchen nimmt ihre Perücke selbstbewusst ab. Zwischendurch ist immer wieder Forster zu sehen, der auf einem verlassenen Gelände (Hamburger Großmarkthallen) das Lied singt. An den verschiedenen Schauplätzen sind neben den Komparsen auch Fans von Forster zu sehen. Die Gesamtlänge des Videos ist 4:16 Minuten. Wie bei den vorangegangenen Singles Au revoir und Flash mich führte wieder Kim Frank Regie. Bis August 2025 zählte das Musikvideo über 43,6 Millionen Aufrufe bei YouTube.

## Mitwirkende
| Liedproduktion - Beatzarre: Programmierung - Mark Cwiertnia (Mark Forster): Komponist, Liedtexter, Musikproduzent - Djorkaeff: Programmierung - Carl Michael Grabinger: Schlagzeug - Peter Hinterthür: Orchestral Arrangement - Tobias Lehmann: Toningenieur - Ralf Christian Mayer: Abmischung, Komponist, Musikproduzent, Toningenieur - Daniel Nitt: Arrangement, Keyboard, Komponist, Liedtexter, Musikproduzent, Programmierung, Toningenieur - Ulrich Rode: Gitarre - Tom Rußbüldt: Toningenieur - Robin Schmidt: Mastering - Wroclaw Score Orchestra: Streichinstrumente Artwork (Cover) - Benjamin Kakrow: Artwork - Robert Winter: Fotograf Unternehmen - Califor Audibles: Tonstudio - Four Music: Musiklabel - Sony Music Entertainment: Vertrieb - Teldex Studio: Tonstudio - Tucan Studio: Tonstudio | Musikvideo - Yen Alswede: Kostümbildner - Michael Berndt: Nebendarsteller (Justizvollzugsbeamter) - Maria Beskova: Schauspieler (Krebskrankes Mädchen) - Nicolas Börger: Nebendarsteller (Pianist) - Lennart Eggers: Produktionsassistenz - Benjamin Erdenberger: Oberbeleuchter - Kim Frank: Drehbuch, Editor, Filmproduzent, Kameramann, Regie - Marwin Funck: Nebendarsteller (Partybekanntschaft krebskrankes Mädchen) - Jan Philipp Grelich: 1. Kameraassistent - Phillip Helmke: Nebendarsteller (McDonalds Mitarbeiter) - Tan Julius Ipekkaya: Nebendarsteller (Gangsterkollege) - Kamil Jaskulski: Nebendarsteller (Fahrer Gangsterboss) - Erdal Kacar: Nebendarsteller (Ballerina Vater) - Saskia Kiselowa: Nebendarsteller (Ballettmeisterin) - Thomas Löschenkohl: Nebendarsteller (Justizvollzugsbeamter) - Kailas Mahadevan: Nebendarsteller (Gangsterboss) - Cristian Mansmann: Beleuchter - Victor Neumeister: Schauspieler (Gangster Niklas) - Mira Rosenmeier: Produktionsleitung - Tini Sager: Maskenbildner - Toni Schultz: Beleuchter - Stage School: Tänzer - Adrian Stoica: Bühnenmeister - Anastasia Stojko: Nebendarsteller (Ballerina-Double) - Christian Winkler: Kostümbildassistenz - Lili Zahavi: Schauspieler (Ballerina Maya) |

## Kommerzieller Erfolg

### Chartplatzierungen
Bauch und Kopf erreichte bereits ein halbes Jahr vor seiner Singleveröffentlichung aufgrund hoher Einzeldownloadzahlen die Charts. Grund dafür war die Interpretation des zwölfjährigen Luca in der ersten Folge der Kinder-Castingshow The Voice Kids 2015. Der Auftritt führe dazu, dass Luca in Team Lena Meyer-Landrut eine Runde weiter kam.
Die Single erreichte in Deutschland Position 15 der Singlecharts und konnte sich insgesamt 24 Wochen in den Charts halten. In Österreich erreichte die Single in zwei Chartwochen Position 69 der Charts. 2015 platzierte sich Bauch und Kopf in den deutschen Single-Jahrescharts auf Position 90. Für Forster als Interpreten ist dies bereits der sechste Charterfolg in Deutschland. Für Forster als Komponisten ist dies der siebte Charterfolg in Deutschland. Für Forster als Musikproduzenten ist dies der dritte Charterfolg in Deutschland.
| ChartsChartplatzierungen | Höchstplatzierung | Wochen |
| ------------------------ | ----------------- | ------ |
| Deutschland (GfK)        | 15 (24 Wo.)       | 24     |
| Österreich (Ö3)          | 69 (2 Wo.)        | 2      |

| ChartsJahrescharts (2015) | Platzierung |
| ------------------------- | ----------- |
| Deutschland (GfK)         | 90          |

### Auszeichnungen für Musikverkäufe
Im März 2016 wurde Bauch und Kopf in Deutschland mit einer Goldenen Schallplatte für über 150.000 verkaufter Einheiten ausgezeichnet. Es ist Forsters vierte Single, die mindestens Goldstatus erreichte.
| Land/Region        | Auszeichnungen für Musikverkäufe (Land/Region, Auszeichnung, Verkäufe) | Verkäufe |
| ------------------ | ---------------------------------------------------------------------- | -------- |
| Deutschland (BVMI) | Gold                                                                   | 150.000  |
| Insgesamt          | 1× Gold ·                                                              | 150.000  |

## Coverversionen
- 2018: Johannes Strate: Der deutsche Pop-Rock-Sänger coverte das Stück im Rahmen der VOX-Musiksendung Sing meinen Song – Das Tauschkonzert. Das Stück ist auch auf dem dazugehörigen Sampler zu finden.[11]